# Nelson Doubleday
Pour les articles homonymes, voir Doubleday.
Nelson Doubleday (16 juin 1889 - 11 janvier 1949) était un éditeur américain de livres et président de Doubleday de 1922 à 1946. Son père Frank N. Doubleday (en) avait fondé l'entreprise. Son fils Nelson Doubleday Jr. (en) le suivit, prenant part à l'expansion et servant de président de 1978 à 1986.

## Biographie

### Jeunesse et formation
Nelson Doubleday est né à Brooklyn, New York, de Frank Nelson Doubleday (en) (le premier ancêtre Doubleday est venu à Boston au début des années 1600 depuis Angleterre) (le nom Doubleday est anglais - probablement d'origine normande à l'origine, DuBaldy) et Neltje Blanchan (en). Son frère aîné Felix Doty a été adopté, et il avait une plus jeune sœur Dorothy. Dans la ville, les enfants ont fréquenté une école d'amis privée dirigée par Quakers. La famille a déménagé dans un grand domaine dans la Locust Valley sur Long Island, appelé "Effendi", après le surnom de leur père, donné par son ami, l'écrivain britannique Rudyard Kipling. L'auteur a écrit Just So Stories (« Histoires comme ça ») après que le garçon Nelson lui ait demandé de publier un livre d'histoires d'animaux.
Nelson a grandi dans le monde de l'édition de livres, son père ayant fondé la société Doubleday. Sa mère a écrit plusieurs livres sur le jardinage et les oiseaux, considérés comme remarquables pour leur combinaison de contenu scientifique et d'expression lyrique.
Nelson a plus tard étudié à l'école militaire de Dr. Holbrook (en) à Ossining, New York. Il a suivi deux années à l'université de New York avant de rejoindre son père en affaires, ce qu'il a trouvé plus intéressant. Même lorsqu'il était jeune, il avait des solutions créatives aux problèmes d'affaires, par exemple, suggérant de vendre des magazines à prix réduit et de gagner ainsi des revenus.

### Carrière
Doubleday créa sa propre entreprise en 1910 et en utilisa les bénéfices pour publier des livres sous sa propre marque (maintenant connue sous un autre nom). Après avoir servi dans la Première Guerre mondiale, il rejoint la société de son père, Doubleday, Page and Company, en 1922 comme partenaire junior.
Après la fusion de l'entreprise en 1927 avec Doran Company, et à la mort de son père en 1934, Nelson Doubleday devint président du conseil d'administration de Doubleday, Doran Company, Incorporated. Il est resté président du cabinet (plus tard Doubleday and Company) de 1946 jusqu'à sa mort en 1949. Avec un peu d'expansion, il a maintenu Doubleday comme une entreprise d'édition familiale, avec un club de lecture associé.

### Vie privée et famille
Il a épousé Ellen McCarter (1899-1978). Son père était un avocat qui a organisé la Public Service Corporation (en) du New Jersey, dont il a été le président pendant les 36 premières années.
Ils eurent un fils Nelson Doubleday Jr. (en) (1933-2015) et une fille Neltje (née en 1934), nommée d'après la mère de Nelson. À l'âge de 18 ans, Neltje épousa John Turner Sargent (en), père, qui travaillait déjà à Doubleday, et ils eurent deux enfants. Nelson senior mourut, âgé de 59 ans, à Oyster Bay, Long Island.
Sargent et Nelson Doubleday, fils, travaillaient tous les deux pour Doubleday. Commençant avec Sargent en 1963, chacun d'entre eux a été président. Nelson Jr. a occupé le poste de président de 1978 à 1986 lorsque, à la suite d'importants changements dans le secteur de l'édition, il a vendu la société au conglomérat allemand Bertelsmann.
Après le divorce des Sargents en 1965, Neltje s'installe dans le Wyoming avec ses deux enfants. Elle s'est remariée, a acheté un ranch, restauré et exploité l'historique Sheridan Inn, et est devenue une artiste abstraite. Dans les années 1980, elle crée le "Prix littéraire Neltje Blanchan" en l'honneur de sa grand-mère paternelle. En 2001, Neltje a fondé Jentel, un programme d'artistes en résidence soutenu par sa fondation familiale privée. En 2005, Neltje a reçu le Governor's Art Award comme l'un des "artistes les plus éminents du Wyoming"."En 2010, elle a fait don à l'Université du Wyoming, la plus importante de son histoire, de son ranch, de son atelier, de sa collection d'art et de ses avoirs financiers.

### Héritage et honneurs
Ellen Doubleday a laissé sa collection de documents commerciaux et personnels Doubleday à l'Université de Princeton. Les Ellen McCarter Doubleday Papers, vers 1930-1978, contiennent de la correspondance commerciale et sociale, des documents d'auteurs de Doubleday, des lettres personnelles et familiales, ainsi que des questions liées aux successions de Doubleday.